# Пирамида G3-c
G3-c (так же G3c, G3 c, GIIIc) — одна из трёх пирамид-спутниц пирамиды Менкаура. Расположена с южной стороны пирамиды Менкаура в Некрополе Гизы. Является самой западной из трёх пирамид цариц. Построена во времена IV династии, предположительно для одной из жён Менкаура. Поверхность пирамиды ступенчатая, состоит из 4 уменьшающихся к вершине платформ. Верхняя платформа разрушена. Размер основания пирамиды 31,5 м, высота 21,2 м. Вход в пирамиду расположен с северной стороны.

## Галерея
- Общий план пирамид-спутниц.
- Общий план пирамид-спутниц.